# Chabenec (dolina)

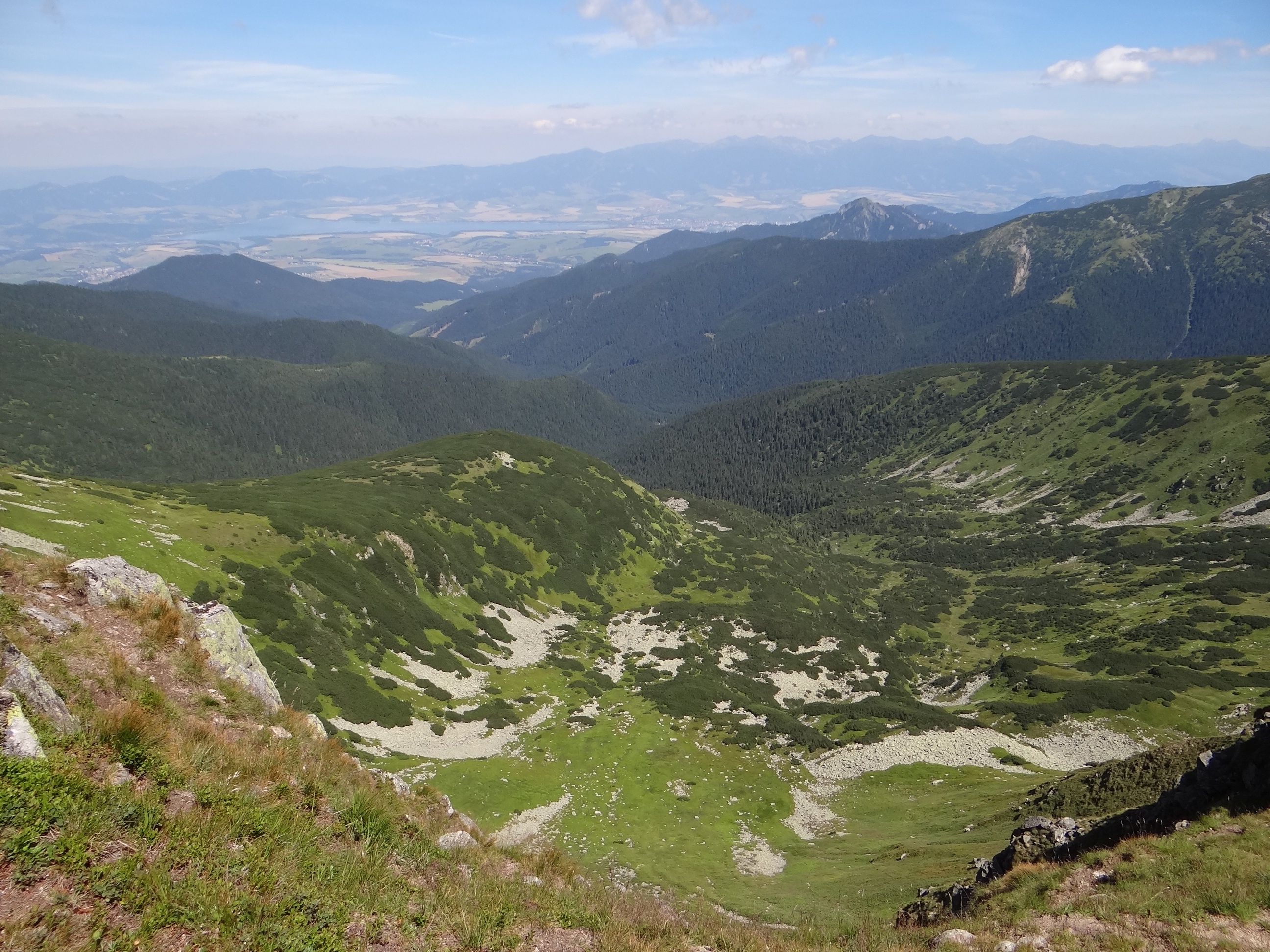
Cyrk lodowcowy Chabenec

Chabenec – cyrk lodowcowy i dolinka pod północno-wschodnimi stokami szczytu Chabenec w Niznych Tatrach na Słowacji. Stanowi orograficznie prawe odgałęzienie Doliny Krzyskiej. W klasyczny dla cyrków lodowcowych sposób z trzech stron wznoszą się nad nim strome stoki; Chabenca, Ostredoka i północnego grzbietu Chabenca. Dno zawalone jest rumowiskiem kamiennym i częściowo porośnięte kosodrzewiną i trawnikami. Bezpośrednio pod szczytem Chabenca znajdują się w nim niewielkie jeziorko. W pewnej odległości poniżej jeziorka z rumowiska skalnego wypływa źródło dające początek niewielkiemu ciekowi uchodzącemu do potoku Palúdžanka spływającemu dnem Doliny Krzyskiej.
Dolinka Chabenec niemal w całości znajduje się w obrębie Parku Narodowego Niżne Tatry. Cyrk lodowcowy w jej górnej części jest jedną z ostoi kozic. Znajduje się poza szlakami turystycznymi, dobrze jednak jest widoczny z czerwonego szlaku wiodącego głównym grzbietem Niżnych Tatr.